# Edinaldo Gomes Pereira
Edinaldo Gomes Pereira, meglio noto come Naldo (Santo André, 25 agosto 1988), è un calciatore brasiliano, difensore del Leixões.

## Carriera

### Club
Cresciuto nell'União São João, nell'aprile 2010 passa al Ponte Preta, squadra del Campeonato Brasileiro Série B con cui esordisce in maggio e in cui rimane fino a novembre.
Il 3 gennaio 2011 passa al Cruzeiro in prestito con diritto di riscatto. Col Cruzeiro gioca 22 partite nel Campeonato Brasileiro Série A.
Nel gennaio 2012 viene ceduto al Grêmio con cui esordisce in maggio.
Nel dicembre 2012 viene acquistato dall'Udinese. Il 28 gennaio 2013 viene tesserato dal Granada, club satellite di quello friulano, che il giorno dopo lo cede in prestito al Bologna. Debutta in serie A con i rossoblu il 10 marzo seguente in Inter-Bologna (0-1).
Il 22 luglio 2013 diventa ufficialmente un giocatore dell'Udinese. Esordisce con la maglia dei friulani l'8 agosto nel preliminare di Europa League Udinese-Široki Brijeg (4-0).
Il 1 settembre 2014 passa in prestito annuale al Getafe, squadra militante nella massima serie spagnola.
Il 17 luglio 2015, dopo essere tornato ad Udine dal prestito in Spagna, passa a titolo definitivo allo Sporting per tre milioni di euro.

## Statistiche

### Presenze e reti nei club
Statistiche aggiornate al 18 gennaio 2019.
| Stagione        | Squadra          | Campionato      | Campionato | Campionato | Coppe nazionali | Coppe nazionali | Coppe nazionali | Coppe continentali | Coppe continentali | Coppe continentali | Altre coppe | Altre coppe | Altre coppe | Totale | Totale |
| Stagione        | Squadra          | Comp            | Pres       | Reti       | Comp            | Pres            | Reti            | Comp               | Pres               | Reti               | Comp        | Pres        | Reti        | Pres   | Reti   |
| --------------- | ---------------- | --------------- | ---------- | ---------- | --------------- | --------------- | --------------- | ------------------ | ------------------ | ------------------ | ----------- | ----------- | ----------- | ------ | ------ |
| 2010            | União São João   | A2/SP           | 21         | 2          | -               | -               | -               | -                  | -                  | -                  | -           | -           | -           | 21     | 2      |
| apr.-nov. 2010  | Ponte Preta      | B               | 34         | 2          | -               | -               | -               | -                  | -                  | -                  | -           | -           | -           | 34     | 2      |
| 2011            | Cruzeiro         | M1/MG+A         | 1+21       | 0          | -               | -               | -               | -                  | -                  | -                  | -           | -           | -           | 22     | 0      |
| 2012            | Grêmio           | PD/RS+A         | 8+16       | 3+0        | CB              | 6               | 1               | CS                 | 4                  | 0                  | -           | -           | -           | 34     | 4      |
| gen.-giu. 2013  | Bologna          | A               | 5          | 0          | CI              | -               | -               | -                  | -                  | -                  | -           | -           | -           | 5      | 0      |
| 2013-2014       | Udinese          | A               | 16         | 0          | CI              | 0               | 0               | UEL                | 1                  | 0                  | -           | -           | -           | 17     | 0      |
| 2014-2015       | Getafe           | PD              | 30         | 0          | CR              | 2               | 0               | -                  | -                  | -                  | -           | -           | -           | 32     | 0      |
| 2015-2016       | Sporting Lisbona | PL              | 18         | 0          | CP+CdL          | 1+1             | 0               | UCL+UEL            | 2+4                | 0                  | SP          | 1           | 0           | 27     | 0      |
| 2016-2017       | Krasnodar        | PL              | 13         | 1          | CR              | 1               | 0               | UEL                | 9                  | 0                  | -           | -           | -           | 23     | 1      |
| 2017-2018       | Espanyol         | PD              | 11         | 0          | CR              | 6               | 0               | -                  | -                  | -                  | -           | -           | -           | 17     | 0      |
| 2018-2019       | Espanyol         | PD              | 16         | 1          | CR              | 2               | 0               | -                  | -                  | -                  | -           | -           | -           | 18     | 1      |
| 2019-2020       | Espanyol         | PD              | 15         | 0          | CR              | 1               | 0               | UEL                | 5                  | 0                  | -           | -           | -           | 21     | 0      |
| Totale Espanyol | Totale Espanyol  | Totale Espanyol | 42         | 1          |                 | 9               | 0               |                    | 5                  | 0                  |             |             |             | 56     | 1      |
| Totale carriera | Totale carriera  | Totale carriera | 225        | 9          |                 | 20              | 1               |                    | 25                 | 0                  |             | 1           | 0           | 270    | 10     |

## Palmarès

### Club

#### Competizioni nazionali
- Supercoppa di Portogallo: 1

Sporting Lisbona: 2015